# Peakesia rubescens
Peakesia rubescens är en insektsart som beskrevs av Sjöstedt 1920. Peakesia rubescens ingår i släktet Peakesia och familjen gräshoppor. Inga underarter finns listade i Catalogue of Life.